# 김세기
김세기(金世基, 1979년 12월 15일 ~)는 대한민국 종합격투기 선수이며, 주종목은 킥복싱이다.

## 정보
신장 183cm 체중 70kg으로 맥스급에서는 상당히 큰 편에 속한다. 버질 칼라코다와 2번의 인연으로 상대전적은 1승 1패이다. 그리고 아시아맥스 대회가 끝난 지 얼마 안돼 "토종 입식 격투브랜드 대회"인 토네이도 1에서 출전하여 이영표 선수를 2R KO로 승리를 거두고, 또 얼마 안돼 더 칸 대회에서 몽골의 키쉬리를 2R KO로 꺾었다. 현) 코리아 무에타이 미들급챔피언 현)대한종합무술프로격투기연맹웰터급챔피언 현)권격도 동양미들급 챔피언 현)대한킥복싱총연맹 미들급 챔피언이며 소속은 아산태무진체육관/(주)톰슨미디어이다. 스승인 오세현 대표이사가 전국 50여 개 체육관 지도자들과 협력해 설립한 (주)코리아파이터 의 브랜드인 "토네이도"대회의 메인 이벤터로 활동했었다. 2009년 1월부터 안성에 위치한 팀한스에 소속되어 활동했으며 2011년부터 충남 아산에 김세기킥복싱체육관을 개관하여 (아산)세기짐으로 활동하는 중이다.
2019년부터는 세기타이혼으로 이름을 변경하고 아산 시외버스터미널 근처로 장소를 옮겼다.
저돌적인 인파이팅 스타일과 여러 매체를 통해 재치있는 말 솜씨와 행동으로 많은 팬을 확보하고 있다.
유년기와 청소년시절까지 "소대신 쟁기질"을 한 일화는 XTM K-1 XOD 파이터 초대석과 언론을 통해 알려져 강철 체력의 소유자로 알려져있다.

### 입식 타격 전적
- 50전 42승 8패(33 KO)

| 경기일자         | 상대            | 결과 | 내용           | 대회                                              |
| ---------------- | --------------- | ---- | -------------- | ------------------------------------------------- |
| 2009년 6월 7일   | 방승환          | 패   | 3R 판정        | 무신(武神) 1                                      |
| 2009년 3월 20일  | 임치빈          | 패   | 3R KO          | K-1 Max Korea 2009                                |
| 2009년 3월 20일  | 쉬옌            | 승   | 2R KO          | K-1 Max Korea 2009                                |
| 2009년 2월 14일  | 김성욱          | 승   | 3R 판정        | K-1 Max Korea 2009 예선전                         |
| 2009년 2월 14일  | 김동만          | 승   | 3R 판정        | K-1 Max Korea 2009 예선전                         |
| 2009년 2월 14일  | 정기창          | 승   | 2R 1분 52초 KO | K-1 Max Korea 2009 예선전                         |
| 2008년 8월 15일  | 기타무라 마코토 | 승   | 3R 판정        | 토네이도 3                                        |
| 2008년 3월 30일  | 핫사 키쉬리     | 승   | 2R KO          | The Khan 1                                        |
| 2008년 3월 16일  | 이영표          | 승   | 2R KO          | 토네이도 1                                        |
| 2008년 2월 24일  | 버질 칼라코다   | 패   | 4R 연장판정    | K-1 아시아 MAX 2008 in seoul                      |
| 2007년 11월 24일 | 욫              | 승   | 3R 판정        | 대한무에타이연맹 청주 대회                        |
| 2007년 7월 21일  | 버질 칼라코다   | 승   | 2R 1분 48초 KO | K-1 fighting network khan 2007 - 세계대항전       |
| 2007년 5월 12일  | 김성식          | 패   | 5R 판정        | 세계프로킥복싱연맹 울산대회                       |
| 2007년 5월 5일   | 홍은택          | 승   | 5R 판정        | 무에타이 4체급 타이틀매치 - 미들급 챔피언 결정전  |
| 2007년 6월 23일  | 마츠자키 유키   | 승   | 2R KO          | "힘" 아산대회                                     |
| 2006년 12월 28일 | 쇼웨이          | 승   | 2R KO          | 제108회 세계프로킥복싱연맹 한.일 국제전           |
| 2006년 9월 8일   | 마츠자키 유키   | 승   | 3R 판정        | 신일본 킥복싱협회 원정경기                        |
| 2006년 8월 14일  | 이진환          | 승   | 3R 판정        | 제1회 "마린킹" 대회                               |
| 2006년 8월 14일  | 강정우          | 승   | 2R KO          | 제1회 "마린킹" 대회                               |
| 2006년 8월 14일  | 정백호          | 승   | 3R 판정        | 제1회 "마린킹" 대회                               |
| 2006년 5월 6일   | 아오키 카츠마   | 승   | 3R KO          | 제1회 F-G 무성프로모션배 동양 미들급타이틀 매치   |
| 2006년 1월 13일  | 김성식          | 승   | 5R 판정        | 대한종합무술프로격투기연맹 월터급타이틀매치       |
| 2005년 11월 24일 | 문정웅          | 패   | 3R 판정        | 코마 MS3 '네버기브업(Never Give up)'              |
| 2005년 11월 5일  | 코지로          | 패   | 3R 판정        | K-1 Korea Max 2005                                |
| 2005년 7월 6일   | 브루스 맥파이   | 패   | 2R KO          | 호주 K-1 Challenge 대회                           |
| 2005년 3월 27일  | 핑퐁            | 패   | 3R 판정        | 선무배 무제한급 토너먼트 8강 국제 격투기 최강자전 |
| 2005년 3월 27일  | 정정환          | 승   | 3R KO          | 선무배 무제한급 토너먼트 8강 국제 격투기 최강자전 |
| 2005년 3월 27일  | 김준            | 승   | 2R KO          | 선무배 무제한급 토너먼트 8강 국제 격투기 최강자전 |